# Kamionka (powiat starogardzki)

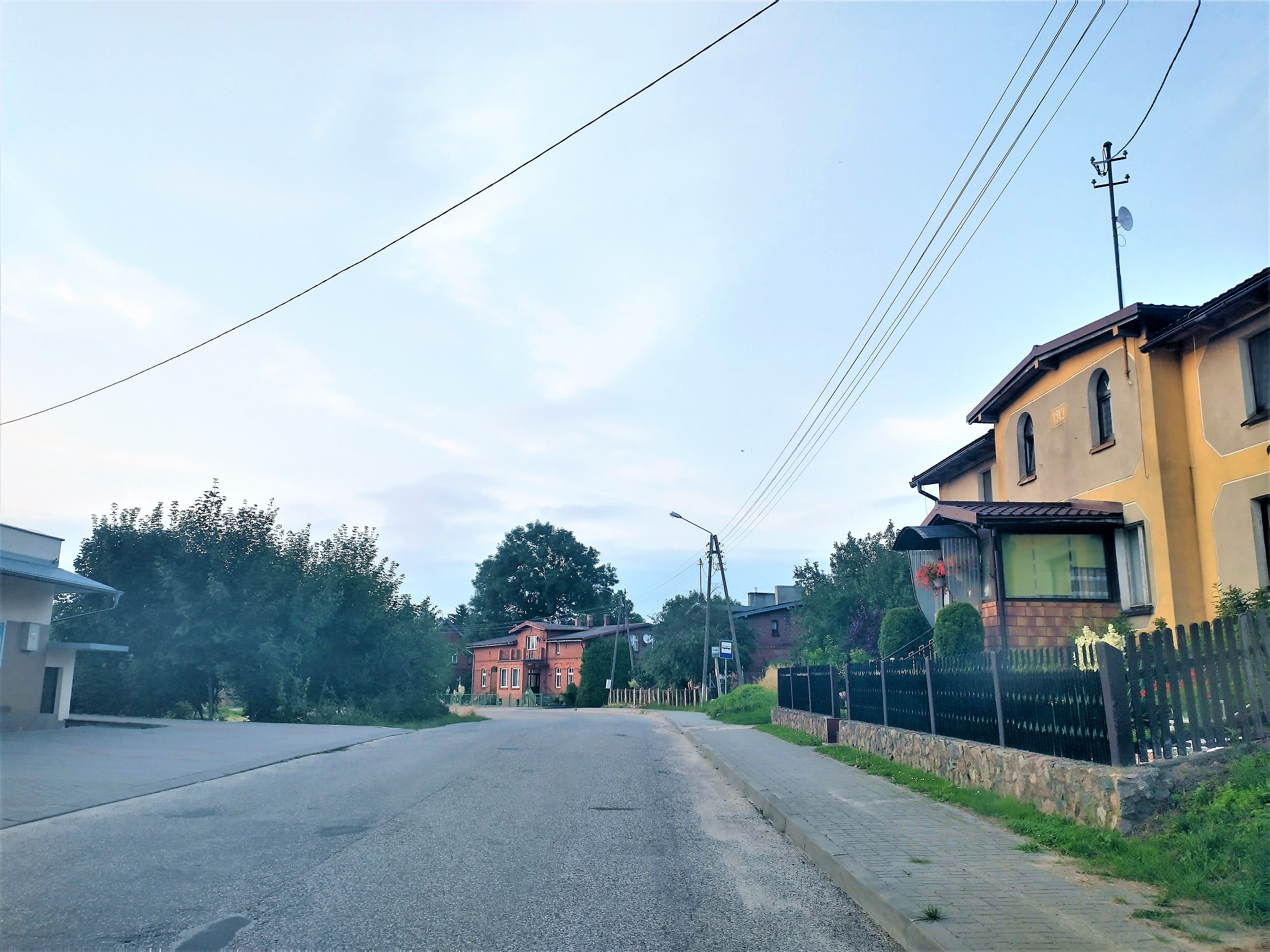
Fragment wsi

Kamionka – wieś kociewska w Polsce położona w województwie pomorskim, w powiecie starogardzkim, w gminie Smętowo Graniczne.

## Położenie
Kamionka leży 88-126,2 m n.p.m., ma zabudowę zwartą o mocno rozbudowanych "peryferiach". Wieś zajmowała w 1960 r. 278,39 ha, a w 1880 r. 252,52 ha.

## Historia

### Historyczne warianty nazewnicze miejscowości
- Nazwa pochodzi prawdopodobnie od słowa kamień.
- Stein-Francze (I poł. XV w.?),
- Kamionka Szlachecka
- Adlig Kamionken (niemiecka nazwa okupacyjna do 1942 roku)
- Kamena, Steinau (niemiecko-nazistowska nazwa okupacyjna od 1942 roku)

### Okres I Rzeczypospolitej
Pierwsze wzmianki pisane miejscowości pochodzą dopiero z XIV w., jednak należy przypuszczać, że jej zasiedlenie i zagospodarowanie nastąpiło wcześniej. W drugiej połowie XVI wieku była własnością szlachecką, przynależną do: A. Kostki herbu Dąbrowa z Korony (10 łanów), J. Trąbskiego herbu Prawdzic z Korony (4,5 łana), St. Frąckiego herbu Ostrzewie z pochodzenia Prusa (2 łany), J. Oleskiego herbu Grzymała z Korony (8 łanów), M. Swarożyńskiego herbu Kot (7 łanów).
Pod względem sądowym, skarbowym i sejmikowym wieś należała do powiatu nowskiego. Około 1648 roku użytkował Kamionkę starosta witawski (?). W 1685 roku właścicielem był Wilhelm de Ludingshausen Wolf, żonaty z Marią Sybillą z Kosputów, prawdopodobnie brat opata cystersów pelplińskich, który prócz tego użytkował Starą Janię, Kościelną Janię, Kopytkowo, Bobrowiec i Janiszewo. W 1700 roku miejscowość została podzielona na trzy części, które użytkował kasztelan, spicimirski, Maciej Pstrokoński, podkomorzy malborski (właściciel także dóbr we Frący) Aleksander Czapski oraz kasztelan chełmiński (1699-17-9), starosta nowski (1700–1709) i podkomorzy pomorski (1688–1699), Stanisław Konopacki. Był on również właścicielem dóbr w miejscowości Leśna Jania. Zmarł w 1709 roku. Później miejscowość najprawdopodobniej posiadali chłopi.

### Okres zaborów
W 1880 roku korzystała z usług poczty w Czerwińsku, zamieszkiwało ją wtedy 431 osób, w tym 357 katolików i 74 ewangelików. W tymże roku w Kamionce było 97 budynków mieszkalnych, w tym 56 dymów.

### Okres niemieckiej okupacji
Dnia 17 stycznia 1940 roku Niemcy wysiedlili z jedenastohektarowego gospodarstwa rolnego rodzinę Katarzyny Rys, którą wysiedlono do wsi Pawłów w powiecie Dąbrowa Tarnowska. Dnia 23 czerwca 1942 roku zostały wysiedlone do obozu w Potulicach rodziny Pauliny Bruckiej i Pauliny Kruk. Zostali zamordowani przez Niemców: Jadwiga Górska (24.11.1939 r.), pantoflarz Kazimierz Górski (24.11.1939 r.), kupiec Franciszek Łobocki (1939 r.), student Wacław Łobocki (1945 r.), robotnica Apolonia Łubowska (1939 r.), robotnik Franciszek Łubowski (1939 r.), rolnik Bronisław Markowski (1943 r.), rolnik Stanisław Ryś (7.11.1939 r.) oraz gospodyni domowa Monika Świerczyńska (24.11.1939 r.). Wojska radzieckie zajęły miejscowość 22 lutego 1945 roku.

### Okres powojenny
W latach 1975–1998 miejscowość należała administracyjnie do województwa gdańskiego.